# Kelela
Kelela Mizanekristos (en amharique : ከለላ ሚዛነክርስቶስ), née le 4 juin 1983 et connue sous le nom de Kelela, est une chanteuse américaine. 
Elle fait ses débuts avec la sortie de sa mixtape Cut 4 Me en 2013. En 2015, elle sort Hallucinogen, un EP qui traite d'une relation amoureuse dans l'ordre chronologique inverse. Son premier album studio, Take Me Apart (en), sort en 2017 et est salué par la critique, figurant notamment dans le livre des 1001 albums  qu'il faut avoir écoutés avant de mourir.

## Jeunesse et éducation
Kelela Mizanekristos est une américaine d'origine éthiopienne. Elle naît à Washington, DC le 6 juin 1983 puis grandit à Gaithersburg, dans le Maryland. Elle apprend jeune à jouer du violon et chante dans la chorale de son école. Elle fréquente l'American University, où elle commence à chanter des standards de jazz dans des cafés. 
En 2008, elle rejoint le groupe indépendant Dizzy Spells et chante du metal progressif après avoir rencontré Tosin Abasi. En 2010, elle déménage à Los Angeles, où elle vit en parallèle de Londres.

## Carrière

### 2012-2015 :Cut 4 MeetHallucinogen
En novembre 2012, Kelela Mizanekristos commence à travailler sur sa première mixtape. Elle quitte ensuite son emploi de télévendeuse pour poursuivre pleinement sa carrière de musicienne. Après avoir déménagé à Los Angeles, Kelela Mizanekristos collabore avec Teengirl Fantasy (en) pour la chanson EFX.
 

En 2013, elle sort gratuitement sa mixtape Cut 4 Me (en). Son morceau Go All Night est inclus sur Saint Heron (en) , une compilation multi-artistes publiée par Solange Knowles. La mixtape a été fortement influencée par la musique grime, un genre électronique populaire originaire du Royaume-Uni,.

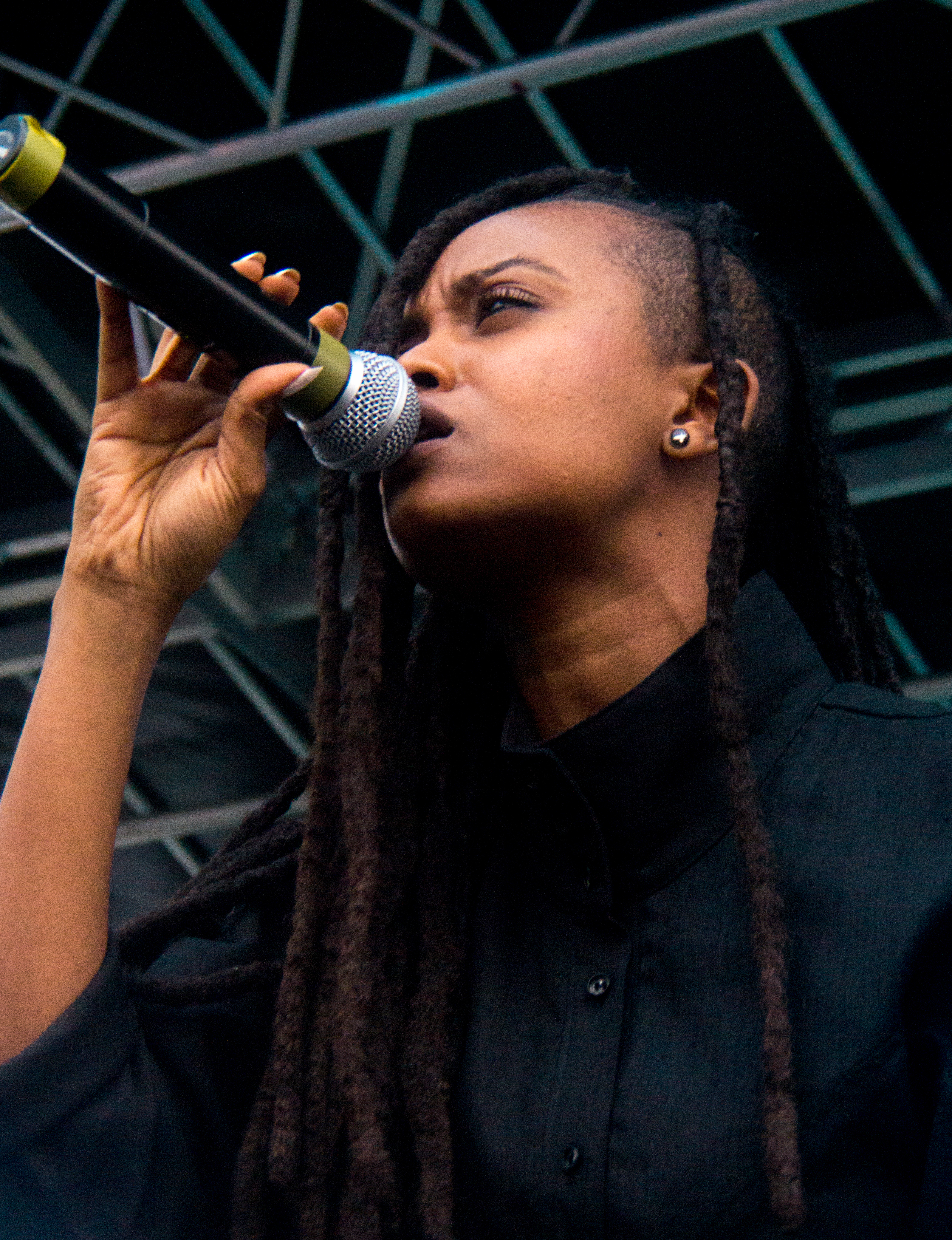
Kelela en 2014.

Le 3 mars 2015, Kelela annonce la sortie de son premier EP, Hallucinogen, parallèlement à la sortie du premier single, A Message, et du clip qui l'accompagne. Le deuxième single, Rewind, sort le 2 septembre. L'EP traite du début, du milieu et de la fin d'une relation dans l'ordre chronologique inverse. 

### 2016-2018 :Take Me Apart
Le 14 juillet 2017, Kelela annonce son premier album studio, Take Me Apart (en). Il est mis à disposition en précommande le 1er août parallèlement à la sortie du premier single, LMK (en). Trois autres singles précèdent l'album : Frontline,  Waitin, et Blue Light, avant sa sortie le 6 octobre 2017. 
L'album est largement acclamé par les critiques musicaux et figure sur diverses listes de fin d'année,. Il est également inclus dans l'édition 2018 du livre 1001 albums  qu'il faut avoir écoutés avant de mourir. Le critique musical Craig Jenkins note une instrumentation électronique lourde sur l'album avec « des wubs dubstep déconstruits dans « Blue Light », l'album utilisant par ailleurs le synthétiseur Roland V-Synth (...) pour jouer un chiptune sensuel ».
Le 13 juin 2018, Kelela figure sur le remix Girl Unit de la chanson WYWD, qui sert de premier single de son prochain album, Song Feel. Ils travaillent aussi ensemble sur Floor Show de Cut 4 Me, et Rewind d'Hallucinogen.
Le 12 septembre 2018, Kelela annonce Take Me a_Part, the Remixes (en), un album de remix. Elle partage par ailleurs un remix pour LMK avec Princess Nokia, Junglepussy, Cupcakke et Ms. Boogie. L'album présente, entre autres, des contributions de Kaytranada, Rare Essence, et Serpentwithfeet. L'album sort le 5 octobre 2018, soit un an après la sortie de Take Me Apart.

### 2022 -:Raven
Le 13 septembre 2022, Kelela sort Washed Away, son premier single en cinq ans, accompagné d'un clip. Le 15 novembre 2022, elle annonce que son deuxième album studio, Raven, sortirait début 2023. Happy Ending, On the Run, Contact et Enough for Love sortent en single avant l'album.
L'album est élu meilleur « album de l'année » par le site spécialisé Resident advisor.
Raven sort le 10 février 2023. Kelela interprète Enough for Love dans The Tonight Show Starring Jimmy Fallon le même jour.
Le 10 novembre 2023, elle apparaît sur le premier album de PinkPantheress, Heaven Knows, pour la chanson Bury Me.

## Vie privée
Kelela s'identifie ouvertement comme queer. 